# Loris Giuseppe Maconi
Loris Giuseppe Maconi (Carate Brianza, 1º gennaio 1951) è un politico italiano.

## Biografia
Dipendente del Comune di Monza, impegnato nel sindacato e nella politica, è segretario della CGIL della Brianza per 15 anni. 
Nel 1996 viene eletto senatore della Repubblica con L'Ulivo, aderendo al gruppo del Partito Democratico della Sinistra. Viene poi confermato senatore anche dopo le elezioni del 2001 con i DS. A Palazzo Madama fa parte della Commissione Industria. Chiusa l'esperienza parlamentare, nel 2006 torna a lavorare presso il Comune di Monza.
Successivamente è presidente provinciale dell'ANPI di Monza e Brianza.